# Deißlingen
Deißlingen è un comune tedesco di 6 087 abitanti, situato nel land del Baden-Württemberg.